# 清华大学周培源应用数学研究中心
清华大学周培源应用数学研究中心，是清华大学下属的交叉科学研究实体。

## 历史
- 2002年，成立周培源应用数学研究中心。

## 研究内容
- 理论生物学
  - 蛋白质折叠
  - 系统生物学
  - 计算神经科学
- 应用数学方法
  - 应用偏微分方程
  - 科学计算
  - 概率统计
  - 非线性波动理论